# بایرام‌پاشا (دمیراوزو)
بایرام‌پاشا (به ترکی استانبولی: Bayrampaşa، به کردی: Hixnî) یک منطقهٔ مسکونی در ترکیه است که در دمیراوزو واقع شده‌است. بایرام‌پاشا ۹۱ نفر جمعیت دارد.